# G-skala

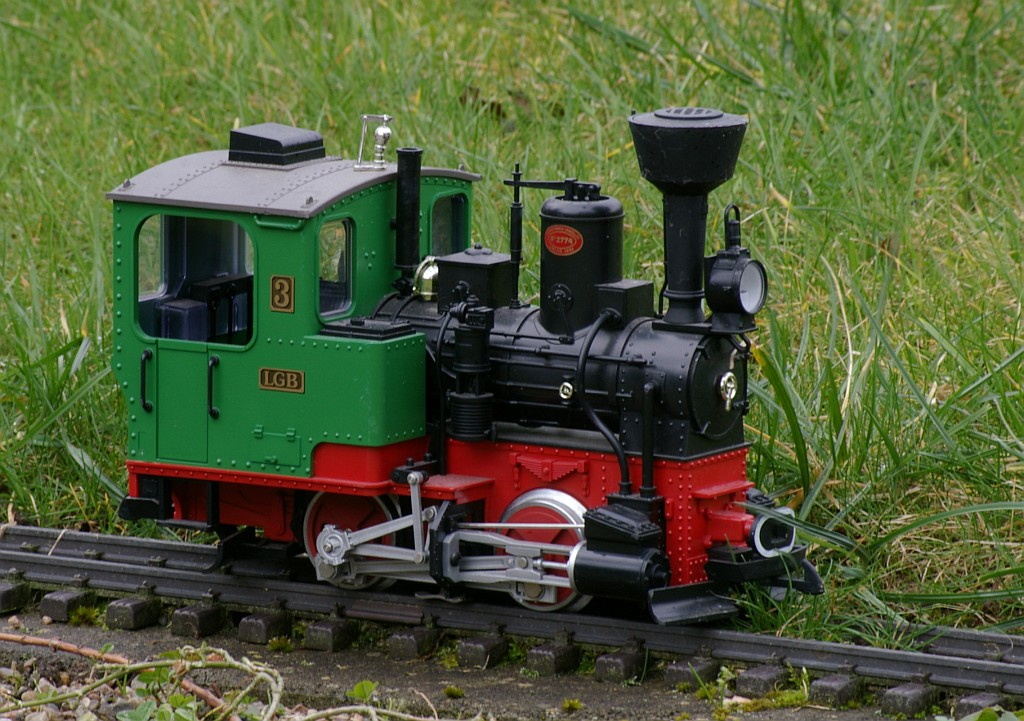
LGB-lok i skala G

G-skala kallas inom modelljärnvägsbygge skalan 1:22,5. Skalan kallas ibland även för skala II eller IIm. Den största tillverkaren av modelljärnvägsprodukter i G-skalan är LGB, Lehmanns Gross Bahn.